# Antal Attila (menedzser)
Antal Attila (1955. február 24. –) menedzser, a Vértes Volán korábbi vezérigazgatója. 2007–2008 között a Budapesti Közlekedési Zrt. (BKV) vezérigazgatója volt.

## Pályafutása
Antal Attila okleveles építőmérnökként végzett a Budapesti Műszaki Egyetemen, a Marx Károly Közgazdaságtudományi Egyetem szakközgazdászi kurzusát elvégezte, majd Európa-szakértő diplomát szerzett a Miskolci Egyetem Gazdaságtudományi Karán.
Dolgozott a Taurus Tervezési Főosztályán, a cég külföldi képviselőjeként 3 évet Irakban töltött, majd a Taurus leányvállalatánál, a Flexico cégnél műszaki igazgató volt 1985 és 1987 között. 1988-92 között a Taurus Vác Üzleti Egységének kereskedelmi osztályvezetője volt, 1990-ben a New York-i Columbia Egyetem menedzsertréningén vett részt. Ezután az Általános Épülettervező Vállalat (ÁÉV) privatizációs biztosa.  1993-ban lett ügyvezetője volt a Taurus W Szigetelési Rendszer Kft.-nek, majd 1994-ben vezérigazgatója az Elzett-Certa Zárgyártó és Présöntő vállalatnak.
1995-től 2000-ig a Főtaxi Zrt., elnöke, majd vezérigazgatója volt. 2001-től a Wallis Rt.-n belül komplex mobilitási szolgáltatásokat végző vállalkozást szervez. Az autókölcsönzéssel, flottamenedzseléssel és taxizással foglalkozó vállalkozások közül az EstTaxi Kft.-t vezeti. Az Est Taxi, amelynek alapötlete Antaltól származik, az egységes, GPS-szel felszerelt járműparkkal működő 2001 és 2003 közt működött, a cég csődjét Antal Attila azzal magyarázta, hogy „a tulajdonosok úgy döntöttek, máshol fektetik be a tőkéjüket.”
2004-től a Nógrád Volán elnöke, majd vezérigazgatója. 2007–2008 között a Budapesti Közlekedési Zrt. (BKV) vezérigazgatója volt, utódja Balogh Zsolt lett. 2008 és 2010 között a Vértes Volán vezérigazgatója.
2010 januárjában a BKV-nál elkövetett hűtlen kezelés gyanújával a rendőrség őrizetbe vette. Áprilisban kiegészítették a gyanúsítást és így már bűnszervezetben elkövetett hűtlen kezelés miatt nyomoztak ellene, házi őrizetben volt.

### Egyéb tevékenysége
1997 óta töltötte be a Budapesti Kereskedelmi és Iparkamara (BKIK) közlekedési és szállítási osztályának elnöki posztját, valamint volt kamara alelnöke is, aktív szerepet játszott például a taxirendelet megalkotásában és a Budapesti Közlekedési Szövetség (BKSZ) létrejöttében.
Ezen kívül a BKV Előre Sport Club társadalmi elnöke valamint a STRATOSZ elnökségi tagja.

## A BKV-s időszak
Keveset lehet tudni arról, hogy jelölték Antalt a posztra, azonban fővárosi politikusok egybehangzóan állítják, Hagyó Miklós akkoriban kinevezett szocialista főpolgármester-helyettes jelölte a posztra Aba Botond utódjának[forrás?].
2007 október közepe óta, amióta Hagyó neve felmerült főpolgármester-helyettesként, már Antal volt az egyetlen jelölt a BKV élére. Hagyó figyelmét saját bevallása szerint szakmai körökből hívták fel Antalra. A későbbi BKV vezér már korábban sem volt ismeretlen a kormányzó MSZP-SZDSZ koalíció előtt, a BKIK tisztségviselőjeként már korábban is részt vett budapesti városházi döntéseinek előkészítésében.
Hagyó és más városházi politikusok elsősorban Antal Attila Nógrád Volánnál nyújtott teljesítményére utaltak, amikor szakmai előéletét dicsérték. Antal akkor két év alatt nyereségessé fordította a 300 milliós veszteséggel küszködő Nógrád Volánt, racionalizálta a költségeket, valamint új megbízásokat szerzett, 2005-ben alvállalkozóként átvette három budapesti (újpesti) buszjárat üzemeltetését.
Amikor 2008-ban távozott a BKV éléről, elmondta:
Nem mindenkinek érdeke egy működő BKV Zrt. Az általam irányított átvilágítása és pénzügyi konszolidációs programja a közlekedési vállalatnak, rengeteg érdeket sértett. Mondhatnám úgy is sok ember üzleti lábára léptem. Tévedtem, a teljes tulajdonosi kör szemléletváltása nélkül egy ember nem érhet el döntő változásokat, még közérdekből sem, a támadásoknak köszönhetően megromlott az egészségem.
Antal egy 2010-es interjúban kritikával illette a BKV korábbi működési módját, elmondása szerint a legfontosabb szerződésekről egy Hagyó Miklós főpolgármester-helyetteshez, és Demszky Gábor főpolgármesterhez kötődő lobbikör (lásd: Mesterházy Ernő) döntött, akik sokszor egymással is küzdöttek.
A 2009 nyarán kirobbant úgynevezett BKV-ügyben végül az ítélőtábla Antal Attila harmadrendű vádlottra, a BKV Zrt. egykori vezérigazgatójára folytatólagosan elkövetett hűtlen kezelés bűntette, valamint hamis magánokirat felhasználásának vétsége miatt a Kecskeméti Törvényszék által kiszabott büntetést két évre súlyosbította, mellékbüntetésként négy évre eltiltotta a gazdálkodó szervezet vezetője foglalkozástól.

## Családi háttere
Nős, négy gyermek édesapja.

## Külső hivatkozások
- Hullámvasutas múltja van az új BKV-vezérnek – Origo, 2007. január 9.
- Távozik Antal Attila BKV-vezérigazgató – Hvg.hu, 2008. március 10.
- Demszky felelősségéről beszélt Antal Attila, a BKV korábbi vezérigazgatója – Origo, 2010. március 13.